# 孫孟和
孫孟和（1476年—1533年），字節之，山东济南府武定州商河縣人，明朝政治人物。正德戊辰進士，官至真定府知府。

## 生平
由國子生中式甲子科（1504年）山東鄉試第三十五名舉人，年三十三歲中式正德三年（1508年）戊辰科會試第九十九名，第三甲第一百六十四名進士。四年授广平县知县，六年调滑县。正德八年（1513年）六月擢云南道监察御史。世宗继位，贬六安州添注判官，嘉靖改元，升吴桥知县，同年轉直隸真定府同知，再任真定府知府，因病告休。嘉靖十二年卒，享年五十八。

## 事跡
在滑縣時，流寇掠境攻围七昼夜，孫孟和且战且守，斩获甚衆。
任御史時，宁藩叛亂，孟和从征纪功，多有建白。武宗駕崩，孟和首劾太监张永及安边伯朱泰等。

## 著作
著有《西巡激扬録》、《南征纪功録》。

## 家族
曾祖孙兴，赠叅政。祖孫敏，赠员外郎。父孙识，汉阳知府、进阶大中大夫。前母张氏，赠宜人；母张氏，封宜人。具庆下。兄敬宗、敬祖、孙孟举（知县）。继室常氏，年二十一岁守节，六十七卒，嘉靖年旌表。